# Шасије
Шасије (фр. Chassillé) је насељено место у Француској у региону Лоара, у департману Сарт.
По подацима из 2011. године у општини је живело 267 становника, а густина насељености је износила 36,73 становника/km².

## Демографија
| 1962. | 1968. | 1975. | 1982. | 1990. | 2011. |
| ----- | ----- | ----- | ----- | ----- | ----- |
| 308   | 288   | 278   | 230   | 247   | 267   |